# Conrad-Oskar Heinrichs
Conrad-Oskar Heinrichs (Wallstawe, 1890. május 5. – Liège, 1944. szeptember 8.) német katona. Az első világháborúban francia hadifogságba esett. 1941-ben a második világháborúban teljesített szolgálataiért megkapta a Vaskereszt Lovagkeresztjét. 1944-ben Belgiumban esett el.